# Stichelia cingulus
Stichelia cingulus är en fjärilsart som beskrevs av Stoll 1791. Stichelia cingulus ingår i släktet Stichelia och familjen Riodinidae. Inga underarter finns listade i Catalogue of Life.